# Улица Гало
Улица Гало — улица в Советском районе Минска.

## История
Названа в честь Захара Захаровича Гало.

## Описание
Расположена в Советском районе, Сельхозпосёлок.
Начинается от Т-образного перекрёстка с улицей Некрасова и идёт на северо-запад. Пересекает улицы Комаровское кольцо, Корш-Саблина, далее к улице подходят улицы Волочаевская, Белинского, пересекается улица Тиражная, затем от улицы начинается 2-й Тиражный переулок, пересекаются 1-й Тиражный переулок, улица Мелиоративная, переулок Мелиоративный, 1-я Базисная улица, отходят переулки Базисный, Литературный, пересекается улицы 1-я Поселковая, Лукьяновича. Заканчивается Т-образным перекрёстком с улицей Олешева.

## Дома
Номера: 2, 4, 6, 8, 61, 63, 65, 67, 69, 70, 71, 72, 73, 74, 75, 77, 78, 80, 81, 82, 83, 84, 85, 86, 87, 89, 90, 91, 93, 95, 96, 98, 99, 100, 101, 102, 104, 106, 108, 111, 112, 113, 114, 116 , 118, 120, 121, 122, 123, 124, 125, 126, 129, 130, 131, 132, 133, 135, 137, 138, 139, 140, 141, 142, 143, 144, 145, 146/А, 147, 148, 149, 151, 153, 155
Планировался снос частного сектора в Сельхозпосёлке. По уточненному плану (на сентябрь 2011 года), до 2020 года застройку на улице Гало (в отличие от многочисленных коттеджей Сельхозпосёлка, которые попали в план сноса) решено не трогать.